# Boiga nuchalis
Espèce
Synonymes
- Dipsas nuchalis Günther, 1875

Boiga nuchalis  est une espèce de serpents de la famille des Colubridae.

## Répartition
Cette espèce se rencontre en Inde et au Népal.

## Description
Dans sa description, Günther indique que le plus grand spécimen en sa possession mesurait 44 pouces, soit environ 120 cm, avec une queue mesurant 10 pouces, soit environ 25 cm.

## Publication originale
- (en) Albert Günther, « Second Report on Collections of Indian Reptiles obtained by the British Museum », Proceedings of the scientific meetings of the zoological society of London, vol. 1875,‎ 16 mars 1875, p. 224-234 (lire en ligne).